# 白兔-R M1

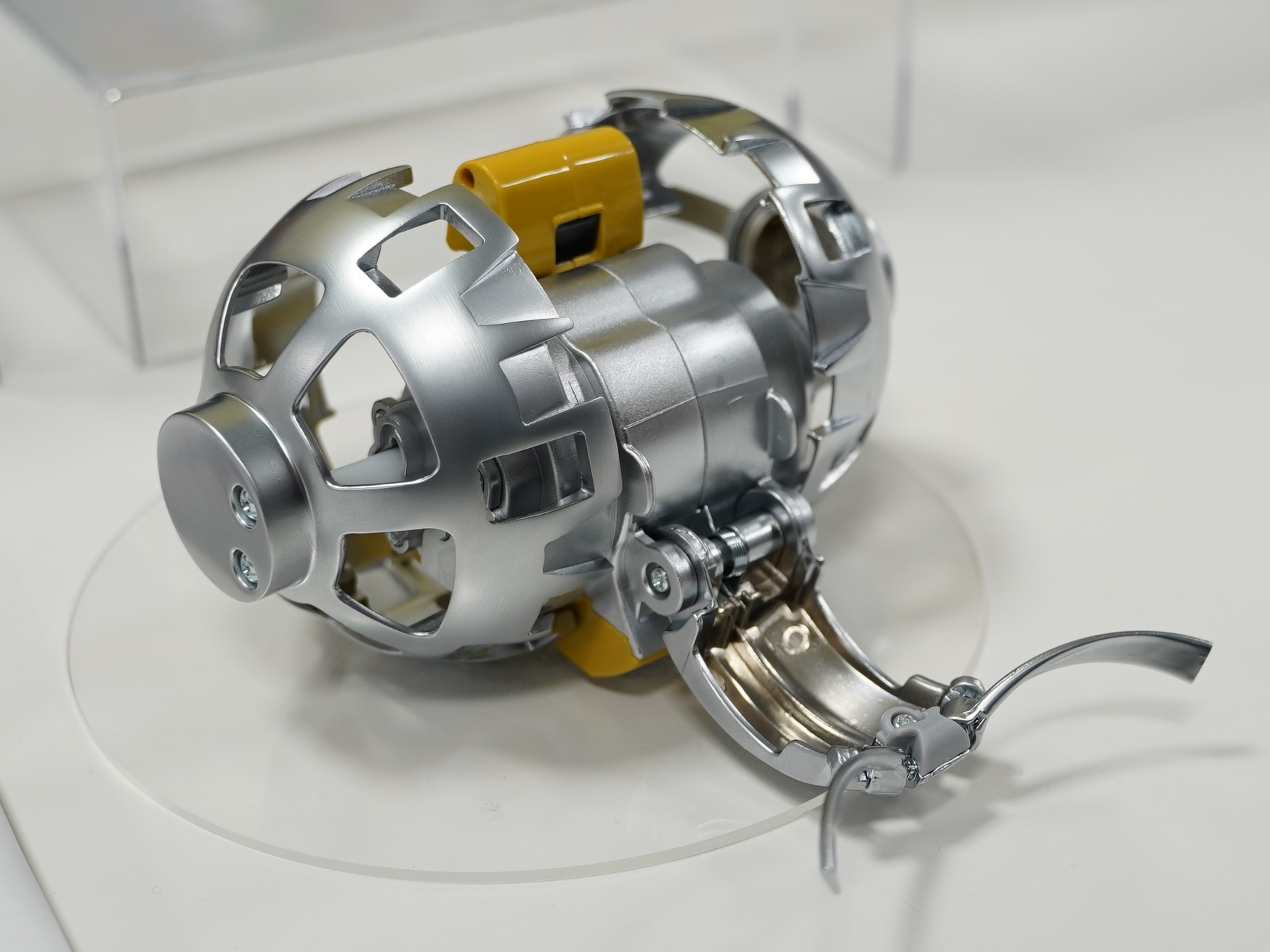
白兔-R M1搭载的Sora-Q迷你漫游车

白兔-R 1号任务登月艙（HAKUTO-R M1）是日本航天公司ispace的一个月球着陆器，为该公司的白兔-R月球探测计划的首个任务。登月艙在德国组装测试，并搭载了迷你月球车Sora-Q，以及阿联酋首个月球车拉希德号。
计划名中的HAKUTO意为日语「白兔」，即月兔，“-R”为重启（Reboot）之意，这是为了纪念所继承的源自谷歌月球X大奖的白兔登月艙项目。
白兔-R M1于2022年12月11日由SpaceX的獵鷹9號火箭发射，携带7个有效载荷，于2023年4月26日展開着陆月球計劃。預定著陸時間前不到一分鐘，白兔號來到月球上空約89公尺處，當時速度約每小時31公里，隨後便與地面失去聯繫。在与白兔-R 1号失去联系之后25分钟内重新联系失败后，宣布任务失败。NASA的月球勘測軌道飛行器在原定著陸翌日，於登陸地點拍攝到著陸器的殘骸，ispace六月發表聲明認為因為臨時改動登陸地點造成軟體問題，因此讓探測器墜毀在月球表面。

## 有效载荷
| 有效负载                 | 所有机构                   | 国家   |
| 月球车                   | 月球车                     | 月球车 |
| ------------------------ | -------------------------- | ------ |
| “拉希德”月面探测车       | 穆罕默德·本·拉希德航天中心 | 阿联酋 |
| “SORA-Q”可变形月面机器人 | 宇宙航空研究開發機構       | 日本   |
| 其他载荷                 |                            |        |
| 人工智能飞行计算机       | 加拿大航天局               | 加拿大 |
| 固态电池                 | 日本特殊陶业               | 日本   |
| Canadensys相机           | Canadensys航太             | 加拿大 |
| 刻有众筹支持者名字的面板 | ispace                     | 日本   |
| 音乐光盘                 | ispace                     | 日本   |